# Rue des Minimes
Rue des Minimes je ulice v Paříži v historické čtvrti Marais. Nachází se ve 3. obvodu.

## Poloha
Ulice vede od křižovatky s Rue de Turenne a končí na křižovatce s Rue des Tournelles.

## Historie
Vznik ulice souvisel se založením Place Royale (1605). Název ulice pochází z názvu zrušeného kláštera paulánů (fr. Minimes), podél kterého ulice vedla. Klášter byl za Francouzské revoluce zrušen a v roce 1823 přeměněn na četnická kasárna. Bývalá křížová chodba byla zbořena v roce 1912. Z klášterních budov se dochovala pouze část fasády klášterního kostela.

## Zajímavé objekty
- dům č. 7: postaven v 18. století, v roce 1952 byl restaurován. V letech 1960–1973 zde žil francouzský spisovatel a novinář Guy Darol.
- dům č. 12: fasáda ze 17. století zdobená dvojitými pilastry je posledním viditelným pozůstatkem bývalého kláštera paulánů v ulici.
- domy č. 2–8: na místě domů se rozkládal klášter založený roku 1611 a v roce 1823 přeměněný na kasárna.
- dům č. 14: Hôtel de Vitry chráněný jako historická památka[1]